# Laurens De Bock
Laurens De Bock (Dendermonde, 7 november 1992) is een Belgische voetballer die doorgaans als linksachter of als centrale verdediger speelt. Vanaf medio 2020 speelde hij op huurbasis voor SV Zulte Waregem dat hem in 2022 definitief overnam van Leeds United kort daarna besloot De Bock de overstap te maken naar het griekse Atromitos FC.

## Carrière

### Jeugd
De Bock sloot zich in zijn jeugd aan bij HO Kalken. Na drie jaar maakte de verdediger de overstap naar het naburige Standaard Wetteren, waar hij op elfjarige leeftijd werd ontdekt door scouts van KSC Lokeren. De Bock combineerde het voetbal met zijn studies aan de topsportschool in Gent.

### KSC Lokeren
De jonge Oost-Vlaming maakte snel progressie en in geen tijd belandde hij in de A-kern. Het was toenmalig trainer Georges Leekens die de 16-jarige linksachter bij het eerste elftal haalde. In het seizoen 2009/10, in de eerste wedstrijd van de play-offs, maakte De Bock onder trainer Emilio Ferrera zijn debuut op het hoogste niveau. Aanvankelijk stond De Bock in de schaduw van ploegmaat Derrick Tshimanga. Desondanks groeide hij later onder coach Peter Maes uit tot een vaste waarde. In 2012 veroverde hij met KSC Lokeren de beker.

### Club Brugge
In de aanloop naar het seizoen 2012/13 werd De Bock aan Club Brugge gelinkt. Zijn ex-trainer Georges Leekens wilde hem graag bij blauw-zwart, maar tot een transfer kwam het niet. In januari 2013 toonde RSC Anderlecht interesse in de linksachter van KSC Lokeren. Op vijf januari koos De Bock dan toch voor Club Brugge, waar hij een contract tekende tot 2017. Voorzitter Bart Verhaeghe legde zo'n 3,5 miljoen euro op tafel voor de linksachter.

### Leeds United
De Bock tekende in januari 2018 een contract tot 2022 bij Leeds United, de nummer zes van de Championship op dat moment. Hij maakte zijn debuut op zaterdag 20 januari 2018 in een thuismatch tegen Millwall FC. In augustus 2018 werd De Bock verhuurd aan KV Oostende. In het seizoen 2019/20 speelt hij op huurbasis voor Sunderland AFC. In januari 2020 werd de verhuur afgebroken en werd De Bock vervolgens verhuurd aan het Nederlandse ADO Den Haag. In het seizoen 2020/21 komt De Bock op huurbasis uit voor SV Zulte Waregem.

## Clubstatistieken
| Seizoen | Club               | Land               | Competitie         | Competitie | Competitie | Beker | Beker | Supercup | Supercup | Europees | Europees | Totaal | Totaal |
| Seizoen | Club               | Land               | Competitie         | Wed.       | Dlp.       | Wed.  | Dlp.  | Wed.     | Dlp.     | Wed.     | Dlp.     | Wed.   | Dlp.   |
| ------- | ------------------ | ------------------ | ------------------ | ---------- | ---------- | ----- | ----- | -------- | -------- | -------- | -------- | ------ | ------ |
| 2008/09 | KSC Lokeren        | Vlag van België    | Jupiler Pro League | 0          | 0          | 0     | 0     | —        | —        | —        | —        | 0      | 0      |
| 2009/10 | KSC Lokeren        | Vlag van België    | Jupiler Pro League | 5          | 0          | 0     | 0     | —        | —        | —        | —        | 5      | 0      |
| 2010/11 | KSC Lokeren        | Vlag van België    | Jupiler Pro League | 25         | 0          | 2     | 0     | —        | —        | —        | —        | 27     | 0      |
| 2011/12 | KSC Lokeren        | Vlag van België    | Jupiler Pro League | 29         | 1          | 6     | 0     | —        | —        | —        | —        | 35     | 1      |
| 2012/13 | KSC Lokeren        | Vlag van België    | Jupiler Pro League | 21         | 0          | 1     | 0     | 1        | 0        | 2        | 0        | 25     | 0      |
| 2012/13 | Club Brugge        | Vlag van België    | Jupiler Pro League | 11         | 0          | 0     | 0     | —        | —        | 0        | 0        | 11     | 0      |
| 2013/14 | Club Brugge        | Vlag van België    | Jupiler Pro League | 33         | 0          | 1     | 0     | —        | —        | 2        | 0        | 36     | 0      |
| 2014/15 | Club Brugge        | Vlag van België    | Jupiler Pro League | 36         | 0          | 5     | 0     | —        | —        | 13       | 1        | 54     | 1      |
| 2015/16 | Club Brugge        | Vlag van België    | Jupiler Pro League | 31         | 1          | 4     | 0     | 1        | 0        | 8        | 0        | 44     | 1      |
| 2016/17 | Club Brugge        | Vlag van België    | Jupiler Pro League | 18         | 0          | 2     | 0     | 1        | 0        | 3        | 0        | 24     | 0      |
| 2017/18 | Club Brugge        | Vlag van België    | Jupiler Pro League | 6          | 0          | 0     | 0     | —        | —        | 2        | 0        | 8      | 0      |
| 2017/18 | Leeds United       | Vlag van Engeland  | Championship       | 7          | 0          | 0     | 0     | —        | —        | —        | —        | 7      | 0      |
| 2018/19 | → KV Oostende      | Vlag van België    | Jupiler Pro League | 20         | 1          | 3     | 1     | —        | —        | —        | —        | 23     | 2      |
| 2019/20 | → Sunderland       | Vlag van Engeland  | League One         | 5          | 0          | 5     | 0     | —        | —        | —        | —        | 10     | 0      |
| 2019/20 | → ADO Den Haag     | Vlag van Nederland | Eredivisie         | 8          | 0          | 0     | 0     | —        | —        | —        | —        | 8      | 0      |
| 2020/21 | → SV Zulte Waregem | Vlag van België    | Jupiler Pro League | 31         | 1          | 0     | 0     | —        | —        | —        | —        | 31     | 1      |
| 2021/22 | → SV Zulte Waregem | Vlag van België    | Jupiler Pro League | 14         | 0          | 0     | 0     | —        | —        | —        | —        | 14     | 0      |
| TOTAAL  | TOTAAL             | TOTAAL             | TOTAAL             | 280        | 3          | 29    | 1     | 3        | 0        | 30       | 1        | 341    | 5      |

## Erelijst
| Competitie                  |         |         |         |         |
| Competitie                  | Aantal  | Jaren   |         |         |
| Lokeren                     | Lokeren | Lokeren | Lokeren | Lokeren |
| --------------------------- | ------- | ------- | ------- | ------- |
| Beker van België            | 1x      | 2011/12 |         |         |
| Club Brugge                 |         |         |         |         |
| Belgisch Landskampioenschap | 1x      | 2015/16 |         |         |
| Beker van België            | 1x      | 2014/15 |         |         |
| Belgische Supercup          | 1x      | 2016    |         |         |

## Interlandcarrière
Als jeugdinternational doorliep De Bock alle nationale jeugdselecties van België.
Toenmalig bondscoach Marc Wilmots nam De Bock in november 2012 voor het eerst op in de selectie van het A-team van het Belgisch voetbalelftal, voor een oefeninterland tegen Roemenië. Hij kwam die wedstrijd niet in actie.